# Christian Friedrich Wilhelm Roller

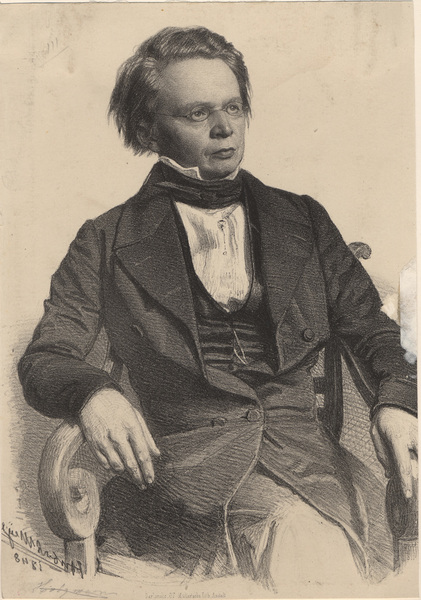
Christian Friedrich Wilhelm Roller

Christian Friedrich Wilhelm Roller (ur. 11 stycznia 1802 w Pforzheim, zm. 4 stycznia 1878 w Achern) – niemiecki lekarz psychiatra. Od 1842 roku kierował założonym przez siebie szpitalem psychiatrycznym (Heil- und Pflegeanstalt) Illenau w Achern. Jego uczniami byli Krafft-Ebing, Gudden, Kussmaul i Schüle.

## Wybrane prace
- Die Irrenanstalt nach allen ihren Beziehungen dargestellt, Karlsruhe 1831
- Psychiatrische Zeitfragen aus dem Gebiet der Irrenfürsorge in und außer den Anstalten und ihren Beziehungen zum staatlichen und gesellschaftlichen Leben. Berlin: G. Reimer 1874 - Abb. des Titelblattes in: «Atlas zur Entwicklung der Psychiatrie»